# Győri egyházmegye
A győri egyházmegye (latinul: Dioecesis Iaurinensis, németül: Bistum Raab) magyarországi római katolikus egyházmegye, a római katolikus egyház Esztergom-Budapesti érseki tartományának része. Élén 2016-tól Veres András püspök áll. Az egyházmegyét Szent István király alapította 1009-ben. Védőszentje a Boldogságos Szűz Mária.
Jelenlegi határait 1993. május 31-én II. János Pál pápa a Hungarorum Gens kezdetű apostoli konstitúciójában határozta meg. Katedrálisa a győri Nagyboldogasszony-székesegyház.

## Történelem

### Az alapítástól a mohácsi vészig
A győri egyházmegye alapítása Szent István királyhoz köthető, aki megkoronázása előtt elküldte Asztrik apátot Rómába és II. Szilveszter pápa az esztergomi érsekség megalapításával együtt aláírta az alája tartozó három püspökség, így a győri püspökség alapításáról szóló okiratot is. Ez alapján az egyházmegye alapításának dátuma 1001-re tehető. Alapításkori területéhez tartozott a Dunántúl teljes nyugati része, tehát Győr, Sopron és Vas vármegyék teljes területe, Moson vármegye a Szigetköz kivételével, Zala vármegye Marcal menti területe, Veszprém vármegye a Bakonytól északra és Komárom megye dunántúli része. Első név szerint is bizonyosan ismert püspöke a német származású Hartvik volt, aki I. István magyar király legismertebb életrajzírója.
A székesegyház építése Modestus püspök (1009–1037) idejére tehető. A tatárjárás idején az akkori püspök, Gergely (1223–1241) más püspöktársaival együtt harcolt a tatárok ellen a Sajó mentén és ott halt hősi halált. Emlékoszlopa a Püspökvár kertjében található. Közben III. Frigyes német-római császár hadai az egyházmegyét végigpusztították, Győrt is elfoglalták és a székesegyház csaknem teljesen leégett a harcok során.
1273-ban I. Ottokár cseh király fosztotta ki a püspökséget. 1440-től Mihályfia Benedek püspök a kiskorú V. László királynak nyújtott menedéket Győrött I. Ulászló híveivel szemben, emiatt 1442-től várost az ifjú király gyámjának, III. Frigyes német-római császár katonái tartották megszállva 1446-ig.

### A mohácsi vésztől Trianonig
Az egyházmegye utolsó, mondhatni középkori püspöke Paksy Balázs (1525–1526) volt, aki sok más püspökkel együtt a mohácsi csatában esett el. A püspökséget ekkor sokáig nem töltötték be, birtokai világiak kezébe kerültek. Buda 1541-es eleste után Győr stratégiai szerepe megnőtt, hiszen a Bécs elleni támadás fő akadálya lett, ezért 1552-től a püspökvárat királyi helyőrség foglalta el. Emiatt a győri püspök tartózkodási helye a Győr melletti Kesző vára, illetve a Fertő melletti Rákos vagy Szombathely lett.
Bár a reformáció hamar megjelent az egyházmegyében, mégis a győri püspök az ország egyik legjelentősebb (betöltött) püspöksége lett, több esetben a győri püspök egyben kalocsai érsek is volt. 1594-ben Győrt elfoglalták a törökök, de 1598-ra a keresztény csapatoknak sikerült visszafoglalniuk. Ez idő alatt a székeskáptalan Sopronban működött. A győri székesegyház ez idő alatt megsemmisült, azt Náprágyi Demeter püspök hozta helyre, s egyben adományozta a székesegyháznak a Szent Lászlót ábrázoló hermát.
A győri székesegyházat 1645-re barokk stílusban alakították át és ott helyezték el azt a Walter Lynch menekült ír püspök által hozott Szűzanya kegyképet, amely később, 1697. március 17-én vérrel könnyezett. Zichy Ferenc püspök – aki szinte egyedüliként a korszak győri püspökei közül nem német származású volt – 1774-re mai barokk formájára alakíttatta a székesegyházat.
Mária Terézia magyar királynő 1777-ben megváltoztatta az egyházmegye határait: a pápai főesperesség átkerült a győri püspökségtől a veszprémihez, és önálló Szombathelyi egyházmegye létesült. A királynő Sopronban társaskáptalant is alapított a korábban jezsuita rend által használt Szent György-templomban. Az 1773-ban föloszlatott jezsuita rendnek az egyházmegyében fekvő gimnáziumait (Győr, Sopron, Kőszeg) 1802-ben a pannonhalmi bencések vették át.
A napóleoni háborúk alatt, 1809-ben Győrt ismét külföldi csapatok szállták meg, de a püspök végig a helyén maradt. A huszadik század elejére egyre inkább virágzásnak indultak a különféle jámborsági csoportok, harmadrendi közösségek is.

### Trianontól napjainkig
A trianoni békediktátum miatt az egyházmegye területe jelentősen csökkent. Az Ausztriához csatolt 99 plébániát eleinte (a szombathelyi egyházmegyétől elcsatolt 57 plébániával együtt) 1922-től a bécsi érsek mint apostoli kormányzó irányította, majd 1960-ban jött létre a Kismartoni egyházmegye. A korszak jelentős püspöke volt az 1941. február 24-én püspökké szentelt Apor Vilmos, aki 1945-ben vértanúhalált halt, s 1997-ben boldoggá avatták.
A második világháború után az egyházmegye területe annyiban változott, hogy a Pannonhalmi Területi Apátság plébániáit de facto kezelésbe vette. Az egyházmegyének hosszú időn át kinevezett püspöke nem volt, csak apostoli kormányzók végezték a püspöki feladatokat.
A rendszerváltás után 1993. május 31-én II. János Pál pápa a Hungarorum Gens kezdetű apostoli konstitúciójával megváltoztatta az egyházmegye határait, Győrhöz került a Szigetköz, Tatabánya környékét viszont a székesfehérvári egyházmegyéhez csatolták, és újból önállóságot kapott a Pannonhalmi Területi Apátság. Lehetőség volt újraalapítani az iskolákat, s emellett említést érdemel a győri Szentlélek plébániához kapcsolódó Apor Vilmos Iskolaközpont, amely 1993-ban nyílt meg marista szerzetesek vezetésével. Az egyházmegyét 2016. május 17-ig Pápai Lajos vezette, amikor Ferenc pápa Veres András addigi szombathelyi püspököt nevezte ki új megyés püspöknek.

## Szervezet

### Az egyházmegyében szolgálatot teljesítő püspökök
| Fénykép | Név, beosztás                         | Születési helye, ideje                  | Kinevezés dátuma |
| ------- | ------------------------------------- | --------------------------------------- | --- |
|         | Veres András győri püspök             | Pócspetri, 1959. november 30. (65 éves) | egri segédpüspöknek kinevezve: 1999. november 5. szombathelyi püspök: 2006. június 20. - 2016. május 17. közben pécsi apostoli kormányzó: 2011. január 19. - április 25. győri megyés püspök: 2016. május 17. győri püspöknek beiktatva: 2016. július 16. |
|         | Pápai Lajos nyugalmazott győri püspök | Győr, 1940. szeptember 6. (84 éves)     | 1991. március 18. Nyugállományban: 2016. május 17. |

### Esperesek
- Mosoni esperesi kerület: Bodó Zoltán
- Csornai esperesi kerület: Winkler Zsolt
- Győri esperesi kerület: Böcskei Győző
- Győr környéki esperesi kerület: Varga Balázs
- Kapuvári esperesi kerület: Turner Lajos
- Komáromi esperesi kerület: Kovács Csaba Albert
- Soproni esperesi kerület: Horváth Imre
- Sopron-környéki kerület: Gyürü Ferenc

(Forrás: Az egyházmegye honlapja)

### Egyházközségek
2013-ban a plébániák száma: 198 volt. Az egyházmegyés papság száma 127 fő, a férfiszerzetesek száma: 18 fő (ebből pappá szentelve 16 fő), a női szerzetesek száma: 19 fő.
Az egyházmegyében a papok alacsony létszáma, elöregedettsége (2017-ben az egyházmegye papjainak több mint fele idősebb, mint 73 év) miatt a működő plébániákat a felére kívánják csökkenteni.

## Tevékenységek

### Hitélet
A győri egyházmegye területén 2013-ban a katolikusok száma: 378 099 fő (teljes népesség: 552 453 fő, katolikusok aránya: 68,4%)

### Intézmények

#### Kulturális intézmények
- Egyházmegyei Levéltár[8]
- Egyházmegyei Kincstár és Könyvtár[9]
- Szent László Látogatóközpont[10]

#### Oktatási intézmények
- Brenner János Hittudományi Főiskola[11]
- Iskolák, óvodák[12]
  - Prohászka Ottokár Orsolyita Gimnázium, Általános Iskola és Óvoda
  - Szent Orsolya Római Katolikus Gimnázium, Általános Iskola, Óvoda-Bölcsőde
  - Páli Szent Vince Katolikus Gimnázium, Általános Iskola és Óvoda
  - II. Rákóczi Ferenc Római Katolikus Általános Iskola és Óvoda
  - Szent Anna Katolikus Általános Iskola és Óvoda
  - Szent Imre Római Katolikus Általános Iskola és Óvoda
  - Hildegard Óvoda
  - Árpád-házi Szent Margit Óvoda
  - Apor Vilmos Római Katolikus Óvoda, Általános Iskola, Alapfokú Művészeti Iskola, Gimnázium és Kollégium
- Kántorképző[13]
- Papnevelő intézet[14]
- Szakkollégiumok[15]
  - Boldog Apor Vilmos Kollégium
  - Szent László Kollégium
  - Szent Pál Katolikus Szakkollégium

#### Szociális intézmények
- Győr Egyházmegyei Papi Otthon[16]
- Győri Egyházmegyei Karitász[17]